# William Robert Taylor

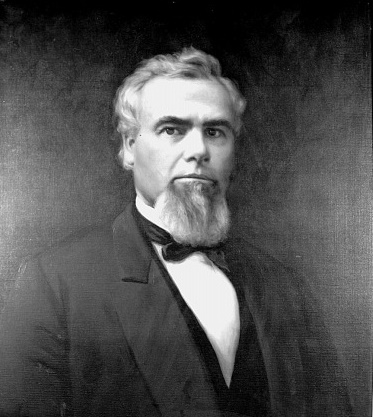
William Robert Taylor

William Robert Taylor, född 10 juli 1820 i Woodbury, Connecticut, död 17 mars 1909 i Dane County, Wisconsin, var en amerikansk demokratisk politiker. Han var den tolfte guvernören i delstaten Wisconsin 1874-1876.
Båda Taylors föräldrar dog tidigt. Han växte upp i delstaten New York och flyttade 1848 till Dane County, Wisconsin. Han blev 1854 invald i Wisconsin State Assembly, underhuset i delstatens lagstiftande församling. Efter en mandatperiod i underhuset tillbringade han två år i delstatens senat.
Taylor besegrade ämbetsinnehavaren Cadwallader C. Washburn i guvernörsvalet i Wisconsin 1873. Han kandiderade två år senare till omval men förlorade mot republikanen Harrison Ludington.
Taylors grav finns på Forest Hill Cemetery i Madison, Wisconsin.